# Besucherbergwerk St. Christoph
Das Besucherbergwerk St. Christoph befindet sich in der sächsischen Gemeinde Breitenbrunn im Erzgebirgskreis. Die gleichnamige Fundgrube wurde 1558 erstmals erwähnt. Der aktive Bergbau wurde 1945 endgültig eingestellt. Abgebaut wurden vor allem Magneteisenerz, Zinnstein und Sulfide.

## Geographie
Das Besucherbergwerk liegt am Hang des Zechenhübels an der Schachtstraße in Breitenbrunn im Westerzgebirge. Es ist über die im Schwarzwassertal entlangführende Kreisstraße S 272 und die Eisenbahn erreichbar und liegt ca. 700 m östlich des Haltepunktes Breitenbrunn.
Das Stollnmundloch wurde bei 655 m ü. NN am Hang angesetzt. Der Stolln verläuft etwa 330 m in östliche Richtung und schwenkt dann nach NE. Bei ca. 500 vom Mundloch erreicht er den Schlägelschacht. Das eigentliche Erzlager wird nach weiteren 120 m erreicht.

## Geologie
Die St.-Christoph-Fundgrube baute auf einer ca. 1 bis 6 m mächtigen Skarnerzlagerstätte, die sich über etwa 1,2 km in NW-SE-Richtung erstreckt. Sie liegt mit ähnlichen Lagerstätten in der äußeren von zwei Zonen, die sich konzentrisch ringförmig um Schwarzenberg/Erzgeb. erstrecken.
Die Erzlager entstanden, nachdem Sedimentgesteins-Schichten mit eingelagerten Kalk- und Dolomitlagen bei hohem Druck und Temperatur in der Tiefe gefaltet und metamorph überprägt wurden. Hierbei bildeten sich Glimmerschiefer und Gneis, in die Dolomit-Marmor schichtenförmig eingelagert ist. Beim Aufstieg des Eibenstocker Granit-Plutons wurde der Marmor durch wässrige Lösungen metasomatisch in Granat-Pyroxen-Skarn umgewandelt. Dieser weist nestförmige Erzanreicherungen auf und wird lokal von Erzgängen durchschlagen.
Die abgebauten Erze waren die für Skarne typischen Minerale Magnetit, Zinkblende, Arsenikal- und Arsenkies, Kupferkies und Schwefelkies, die in ständig wechselnder Häufigkeit auftraten. In den Gängen traten vor allem Zinnstein, seltener Silber und Uranmineralien auf.
Eine Besonderheit der Fundgrube ist eine schwarze, eisenhaltige Zinkblende, die August Breithaupt 1863 nach dieser Grube Christophit nannte.

## Geschichte

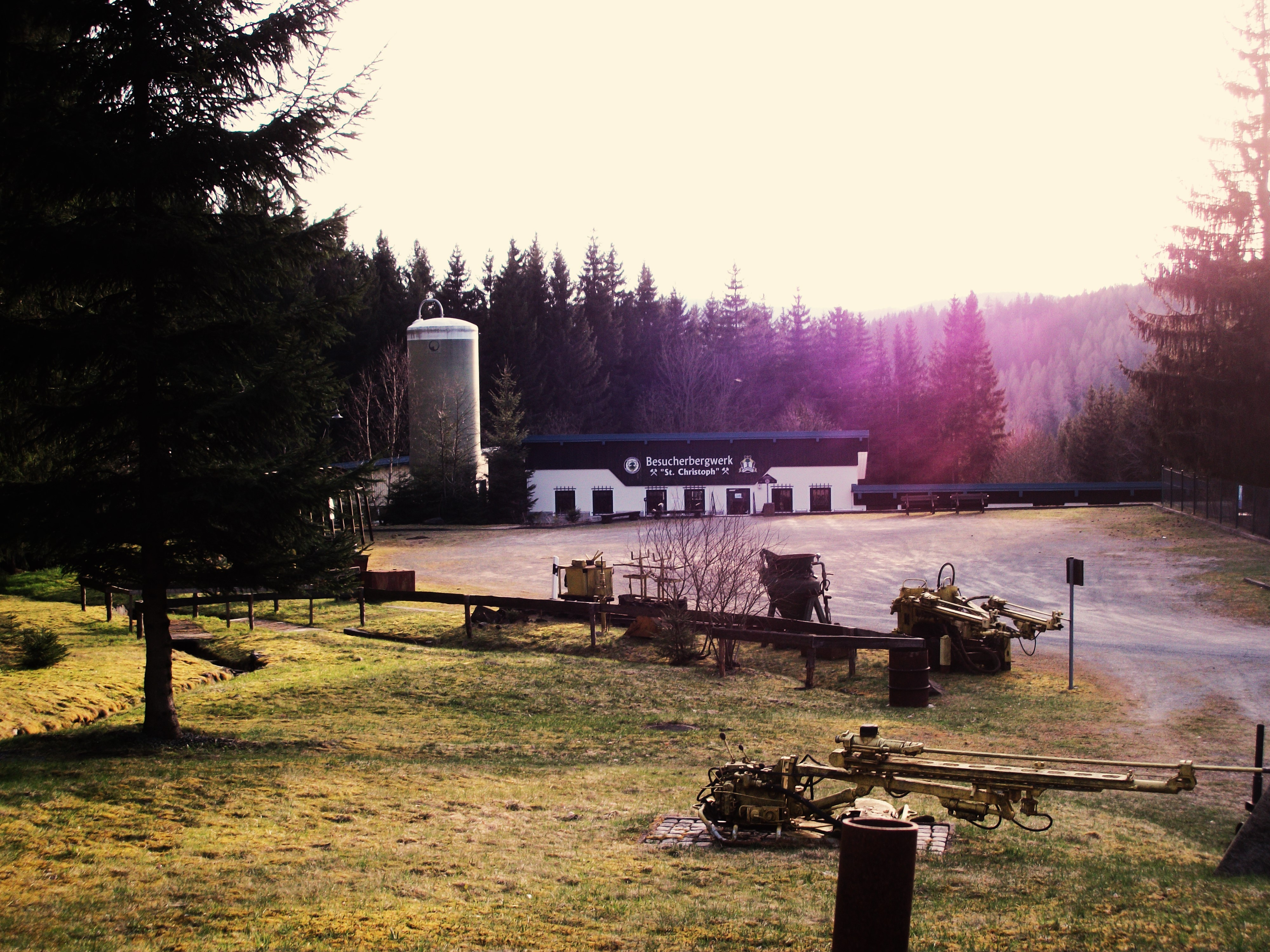
Besucherbergwerk St. Christoph (Breitenbrunn/Erzgeb.)

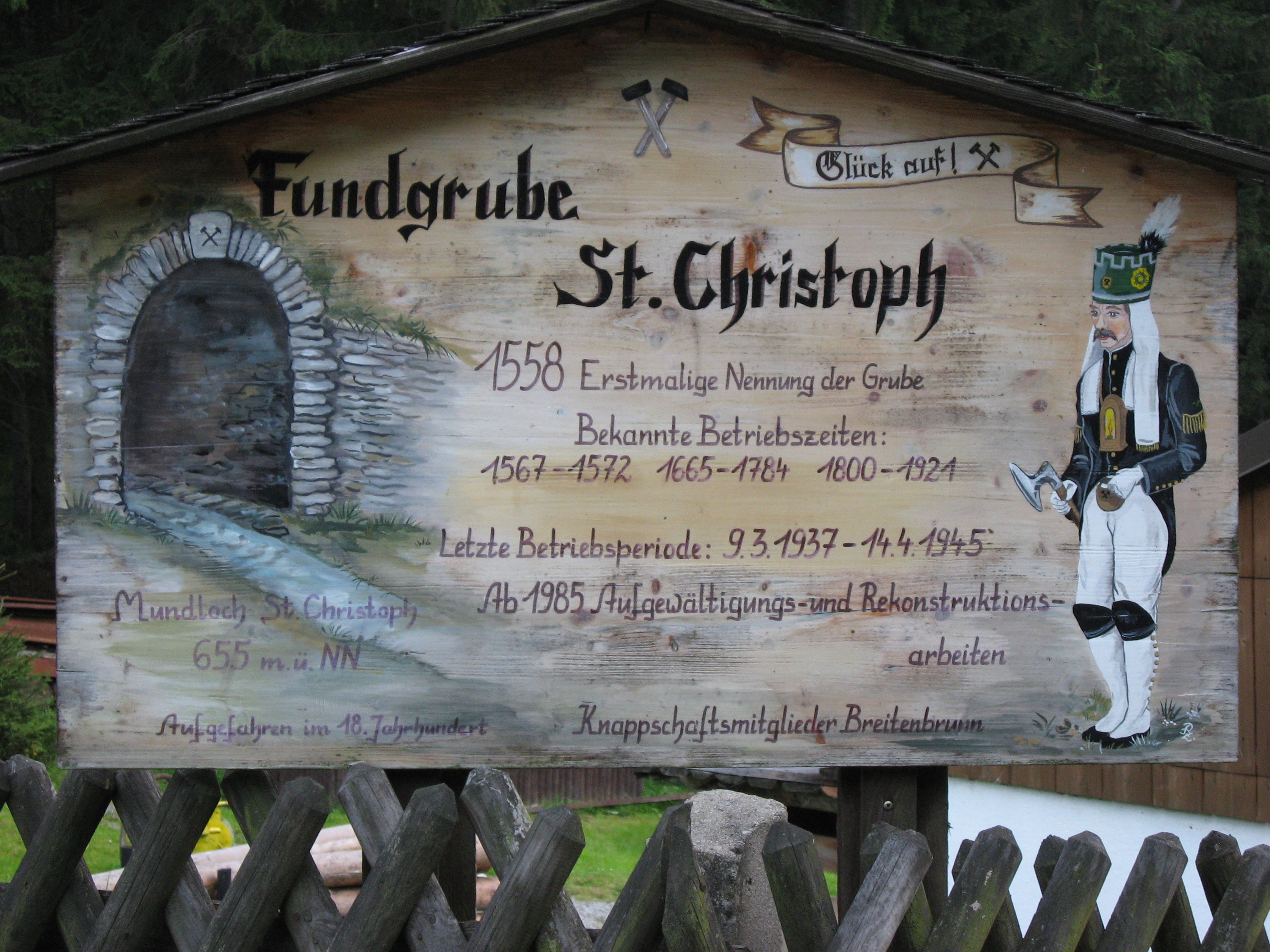
Schautafel zur Geschichte

Der Bergbau in der St.-Christoph-Fundgrube begann ca. 1557/58 mit dem Erwerb der Schürfrechte durch Hans Müller von Berneck. Er und seine Söhne ließen bereits 1569 mit kurfürstlicher Genehmigung einen Schmelzofen, eine Vitriol- und Schwefelhütte sowie 1593 einen Eisenhammer zur Verarbeitung der Erze in Breitenhof errichten. Dort lebten ca. 100 Personen in Abhängigkeit von dieser Grube.
Hauptbetriebszeiten waren 1567 bis 1572, 1665 bis 1784 und 1800 bis 1910. Dazwischen wurde die Grube in Fristen gehalten. Neben den auch bei anderen erzgebirgischen Gruben einflussnehmenden Faktoren wie Krieg und wechselnde Rentabilität kämpfte die Grube vor allem mit Wassereinbrüchen und der stark wechselnden Erzführung. Zu den bedeutsamen Eigentümern der Grube zählte der Montanunternehmer William Tröger.
Die vorerst letzte Betriebsperiode begann 1937, als im Rahmen der Autarkiebestrebungen des dritten Reiches die Sachsenerz Bergwerks GmbH die Grube wieder aufwältigte, und endete im April 1945. Vorrangig wurden Eisenerz und die angefallenen Komplexerze abgebaut.
Die Untersuchungen der Wismut AG auf Uran in den Jahren 1945/46 verliefen negativ. Damit wurde St. Christoph endgültig stillgelegt.

## Besucherbergwerk
Nach der Gründung der Knappschaft Breitenbrunn im Jahre 1983 wurde bald mit der Erschließung der St.-Christoph-Fundgrube begonnen. Im September 2000 wurde das Bergwerk als Schaubergwerk zugänglich gemacht. In den 1 bis 1,5 Stunden dauernden Führungen werden etwa 1,2 km der Grube befahren und u. a. farbige Sinterbildungen von Kupfer-, Arsen-, Eisen- und Zinkerzen gezeigt.